# 1393
Il 1393 (MCCCXCIII in numeri romani) è un anno  del XIV secolo.

## Eventi
- Papa Bonifacio IX scappa dalla città santa sotto le pressioni della popolazione.
- 17 luglio, dopo tre mesi di assedio, Tarnovo, capitale del Regno bulgaro, viene conquistata dai Turchi e rasa al suolo. L'anno dopo cade anche il despotato di Karvuna e Nicopoli, ultima città del Regno di Tărnovo, cade nel 1395.

## Nati
- 3 febbraio - Henry Percy, II conte di Northumberland, conte britannico († 1455)
- 13 giugno - Rolando il Magnifico, condottiero e politico italiano († 1457)
- 24 agosto - Arturo III di Bretagna, nobile († 1458)
- 24 agosto - Maria di Valois, principessa e badessa francese († 1438)
- 1º settembre - Giacomo della Marca, presbitero, santo e francescano italiano († 1476)
- 8 dicembre - Margherita di Borgogna († 1441)
- Anna di Mosca, imperatrice bizantina († 1417)
- Maria di Borgogna, principessa francese († 1463)
- Paola Malatesta, nobile italiana († 1453)
- Bernardetto di Antonio de' Medici, politico e ambasciatore italiano
- Daniele Scoti, vescovo cattolico italiano († 1443)
- Walram von Moers, cardinale e vescovo cattolico tedesco († 1456)

## Morti
- 8 febbraio - Bianca di Francia, principessa francese (n. 1328)
- 15 marzo - Paolo de Bernardo, notaio, umanista e diplomatico italiano
- 20 marzo - Giovanni Nepomuceno, presbitero ceco
- 30 marzo - Giacomo da Itri, patriarca cattolico italiano (n. 1330)
- 15 aprile - Elisabetta di Pomerania, nobile tedesca (n. 1347)
- 6 giugno - Go-En'yū, imperatore giapponese (n. 1359)
- 11 giugno - Giovanni I di Borbone-La Marche, conte (n. 1344)
- 14 luglio - Ibn Rajab, giurista arabo (n. 1335)
- 23 luglio - Konrad von Wallenrode, nobile tedesco
- 30 luglio - Alberto V d'Este, nobile (n. 1347)
- 6 ottobre - Francesco I da Carrara, politico e condottiero italiano (n. 1325)
- 29 novembre - Leone VI d'Armenia, sovrano (n. 1342)
- 4 dicembre - Federico di Baviera-Landshut, duca tedesco (n. 1339)
- 13 dicembre - Guglielmo II di Jülich, duca (n. 1333)
- Ibn Zamrak, poeta arabo (n. 1333)
- Agrypina, nobildonna lituana
- Isotta Albaresani, nobile italiana (n. 1355)
- Giacomo Allegretti, poeta, filosofo e medico italiano
- Boris Konstantinovič, principe russo
- Edward Dalyngrigge, nobile e politico inglese (n. 1346)
- Fëdor Vesna, nobile lituano
- Jahan Malek Khatun, poetessa persiana (n. 1324)
- Lorenzo di Werle, principe (n. 1339)
- Valentina Visconti di Cipro, principessa italiana (n. 1367)
- Serafino de' Serafini, pittore italiano (n. 1323)
- Pietro della Scala, vescovo cattolico italiano

## Calendario
| Calendario 1393 | Calendario 1393 | Calendario 1393 | Calendario 1393 | Calendario 1393 | Calendario 1393 | Calendario 1393 | Calendario 1393 | Calendario 1393 | Calendario 1393 | Calendario 1393 | Calendario 1393 | Calendario 1393 | Calendario 1393 | Calendario 1393 | Calendario 1393 | Calendario 1393 | Calendario 1393 | Calendario 1393 | Calendario 1393 | Calendario 1393 | Calendario 1393 | Calendario 1393 | Calendario 1393 | Calendario 1393 | Calendario 1393 | Calendario 1393 | Calendario 1393 | Calendario 1393 | Calendario 1393 | Calendario 1393 | Calendario 1393 | Calendario 1393 |
| --------------- | --------------- | --------------- | --------------- | --------------- | --------------- | --------------- | --------------- | --------------- | --------------- | --------------- | --------------- | --------------- | --------------- | --------------- | --------------- | --------------- | --------------- | --------------- | --------------- | --------------- | --------------- | --------------- | --------------- | --------------- | --------------- | --------------- | --------------- | --------------- | --------------- | --------------- | --------------- | --------------- |
|                 | 1               | 2               | 3               | 4               | 5               | 6               | 7               | 8               | 9               | 10              | 11              | 12              | 13              | 14              | 15              | 16              | 17              | 18              | 19              | 20              | 21              | 22              | 23              | 24              | 25              | 26              | 27              | 28              | 29              | 30              | 31              |                 |
| Gennaio         | Me              | Gi              | Ve              | Sa              | Do              | Lu              | Ma              | Me              | Gi              | Ve              | Sa              | Do              | Lu              | Ma              | Me              | Gi              | Ve              | Sa              | Do              | Lu              | Ma              | Me              | Gi              | Ve              | Sa              | Do              | Lu              | Ma              | Me              | Gi              | Ve              |                 |
| Febbraio        | Sa              | Do              | Lu              | Ma              | Me              | Gi              | Ve              | Sa              | Do              | Lu              | Ma              | Me              | Gi              | Ve              | Sa              | Do              | Lu              | Ma              | Me              | Gi              | Ve              | Sa              | Do              | Lu              | Ma              | Me              | Gi              | Ve              |                 |                 |                 |                 |
| Marzo           | Sa              | Do              | Lu              | Ma              | Me              | Gi              | Ve              | Sa              | Do              | Lu              | Ma              | Me              | Gi              | Ve              | Sa              | Do              | Lu              | Ma              | Me              | Gi              | Ve              | Sa              | Do              | Lu              | Ma              | Me              | Gi              | Ve              | Sa              | Do              | Lu              |                 |
| Aprile          | Ma              | Me              | Gi              | Ve              | Sa              | Do              | Lu              | Ma              | Me              | Gi              | Ve              | Sa              | Do              | Lu              | Ma              | Me              | Gi              | Ve              | Sa              | Do              | Lu              | Ma              | Me              | Gi              | Ve              | Sa              | Do              | Lu              | Ma              | Me              |                 |                 |
| Maggio          | Gi              | Ve              | Sa              | Do              | Lu              | Ma              | Me              | Gi              | Ve              | Sa              | Do              | Lu              | Ma              | Me              | Gi              | Ve              | Sa              | Do              | Lu              | Ma              | Me              | Gi              | Ve              | Sa              | Do              | Lu              | Ma              | Me              | Gi              | Ve              | Sa              |                 |
| Giugno          | Do              | Lu              | Ma              | Me              | Gi              | Ve              | Sa              | Do              | Lu              | Ma              | Me              | Gi              | Ve              | Sa              | Do              | Lu              | Ma              | Me              | Gi              | Ve              | Sa              | Do              | Lu              | Ma              | Me              | Gi              | Ve              | Sa              | Do              | Lu              |                 |                 |
| Luglio          | Ma              | Me              | Gi              | Ve              | Sa              | Do              | Lu              | Ma              | Me              | Gi              | Ve              | Sa              | Do              | Lu              | Ma              | Me              | Gi              | Ve              | Sa              | Do              | Lu              | Ma              | Me              | Gi              | Ve              | Sa              | Do              | Lu              | Ma              | Me              | Gi              |                 |
| Agosto          | Ve              | Sa              | Do              | Lu              | Ma              | Me              | Gi              | Ve              | Sa              | Do              | Lu              | Ma              | Me              | Gi              | Ve              | Sa              | Do              | Lu              | Ma              | Me              | Gi              | Ve              | Sa              | Do              | Lu              | Ma              | Me              | Gi              | Ve              | Sa              | Do              |                 |
| Settembre       | Lu              | Ma              | Me              | Gi              | Ve              | Sa              | Do              | Lu              | Ma              | Me              | Gi              | Ve              | Sa              | Do              | Lu              | Ma              | Me              | Gi              | Ve              | Sa              | Do              | Lu              | Ma              | Me              | Gi              | Ve              | Sa              | Do              | Lu              | Ma              |                 |                 |
| Ottobre         | Me              | Gi              | Ve              | Sa              | Do              | Lu              | Ma              | Me              | Gi              | Ve              | Sa              | Do              | Lu              | Ma              | Me              | Gi              | Ve              | Sa              | Do              | Lu              | Ma              | Me              | Gi              | Ve              | Sa              | Do              | Lu              | Ma              | Me              | Gi              | Ve              |                 |
| Novembre        | Sa              | Do              | Lu              | Ma              | Me              | Gi              | Ve              | Sa              | Do              | Lu              | Ma              | Me              | Gi              | Ve              | Sa              | Do              | Lu              | Ma              | Me              | Gi              | Ve              | Sa              | Do              | Lu              | Ma              | Me              | Gi              | Ve              | Sa              | Do              |                 |                 |
| Dicembre        | Lu              | Ma              | Me              | Gi              | Ve              | Sa              | Do              | Lu              | Ma              | Me              | Gi              | Ve              | Sa              | Do              | Lu              | Ma              | Me              | Gi              | Ve              | Sa              | Do              | Lu              | Ma              | Me              | Gi              | Ve              | Sa              | Do              | Lu              | Ma              | Me              |                 |